# Бурунди на Светском првенству у атлетици на отвореном 2017.
Бурунди је учествовао на Светском првенству у атлетици на отвореном 2017. одржаном у Лондону од 4. до 13. августа, шеснаести пут, односно учествовао је на свим првенствима до данас. Репрезентацију Бурундија представљала су 4 атлетичара (3 мушкарца и 1 жена) који су се такмичили у 4 дисциплине (3 мушке и 1 женска).,
На овом првенству Бурунди су по броју освојених медаља делили 31. место са 1 освојеном медаљом (сребрна). У табели успешности према броју и пласману такмичара који су учествовали у финалним такмичењима (првих 8 такмичара) Бурунди је са 1 учесником у финалу делио 44. место са 7 бодова.
| Плас. | Земља   | 1. место | 2. место | 3. место | 4. место | 5. место | 6. место | 7. место | 8. место | Бр. финал. | Бод. |
| ----- | ------- | -------- | -------- | -------- | -------- | -------- | -------- | -------- | -------- | ---------- | ---- |
| =44.  | Бурунди | 0        | 1        | 0        | 0        | 0        | 0        | 0        | 0        | 1          | 7    |

## Учесници
| Мушкарци: - Антоан Гакеме — 800 м - Onesphore Nzikwinkunda — 10.000 м - Абрахам Нијонкуру — Маратон | Жене: - Френсин Нијонсаба — 800 м |  |

## Освајачи медаља

### Сребро (1)
- Френсин Нијонсаба — 800 м

## Резултати

### Мушкарци
| Атлетичар              | Дисциплина | Лични рекорд | Класификације | Класификације | Полуфинале | Полуфинале | Финале               | Финале       | Детаљи                         |
| Атлетичар              | Дисциплина | Лични рекорд | Резултат      | Место         | Резултат   | Место      | Резултат             | Место        | Детаљи                         |
| ---------------------- | ---------- | ------------ | ------------- | ------------- | ---------- | ---------- | -------------------- | ------------ | ------------------------------ |
| Антоан Гакеме          | 800 м      | 1:44,09      | 1:45,97 кв    | 4. у гр. 1    | 1:47,08    | 7. у гр. 1 | Није се квалификовао | 21 /44 (49)  |                                |
| Onesphore Nzikwinkunda | 10.000 м   |              |               |               |            |            | 28:09,98 ЛР          | 19 / 22 (24) | Архивирано 2017-08-05 на сајту |
| Абрахам Нијонкуру      | маратон    | 2:16:14      | 2:42:27       | 71 / 71 (100) |            |            |                      |              |                                |

### Жене
| Атлетичарка       | Дисциплина | Лични рекорд | Класификације | Класификације | Полуфинале | Полуфинале | Финале   | Финале | Детаљи |
| Атлетичарка       | Дисциплина | Лични рекорд | Резултат      | Место         | Резултат   | Место      | Резултат | Место  | Детаљи |
| ----------------- | ---------- | ------------ | ------------- | ------------- | ---------- | ---------- | -------- | ------ | ------ |
| Френсин Нијонсаба | 800 м      | 1:55,47 НР   | 1:59,86 КВ    | 1. у гр. 6    | 2:01,11 КВ | 1. у гр. 3 | 1:55,92  |        |        |